# HMH-462
462ème Escadron d'hélicoptères lourds (USMC)
Le Marine Heavy Helicopter Squadron 462 (ou HMH-462) est un escadron d'hélicoptère de transport  du Corps des Marines des États-Unis composé d'hélicoptères CH-53E Super Stallion. L'escadron, connu sous le nom de "Heavy Haulers" est basé à la Marine Corps Air Station Miramar, en Californie. Il est sous le commandement du Marine Aircraft Group 16 (MAG-16) et de la 3rd Marine Aircraft Wing (3rd MAW). Le code de queue de l'escadron est "YF".

## Mission
Assurer le transport de soutien d'assaut des troupes de combat, des fournitures et de l'équipement lors d'opérations expéditionnaires, interarmées ou combinées à l'appui des opérations de la Force tactique terrestre et aérienne des Marines.

## Historique

### Origine

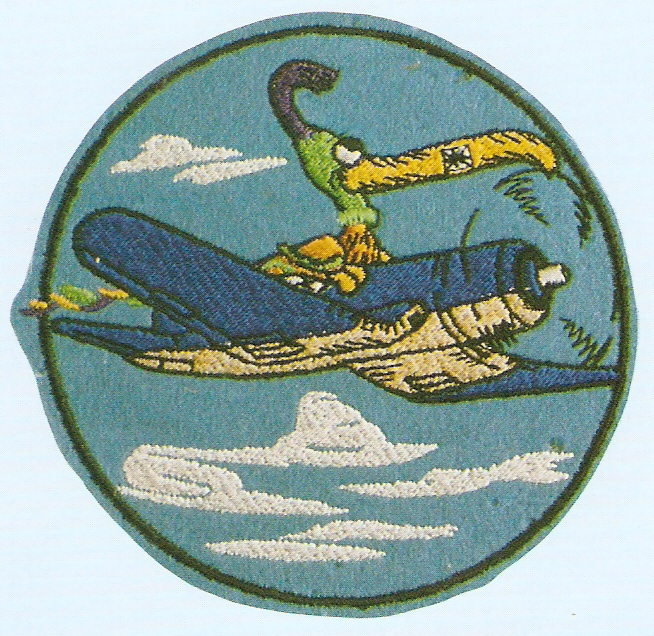
Logo du VMF-462 pendant la Seconde Guerre mondiale

Le 'Marine Fighting Squadron 462 (VMF-462) a été activé au Marine Corps Air Station El Centro, en Californie, le 15 avril 1944. Le 10 octobre 1944, l'escadron a absorbé le personnel et l'équipement du VMF-481 et renommé  Fighter Pilot Replacement Training Unit pour piloter l'avion de chasse F4U Corsair pendant cette période. 
Puis, l'escadron a été transféré au Marine Corps Air Station El Toro, en Californie, pour y rester jusqu'à la fin de la guerre et y être désactivé  le 10 septembre 1945.

### Réactivation

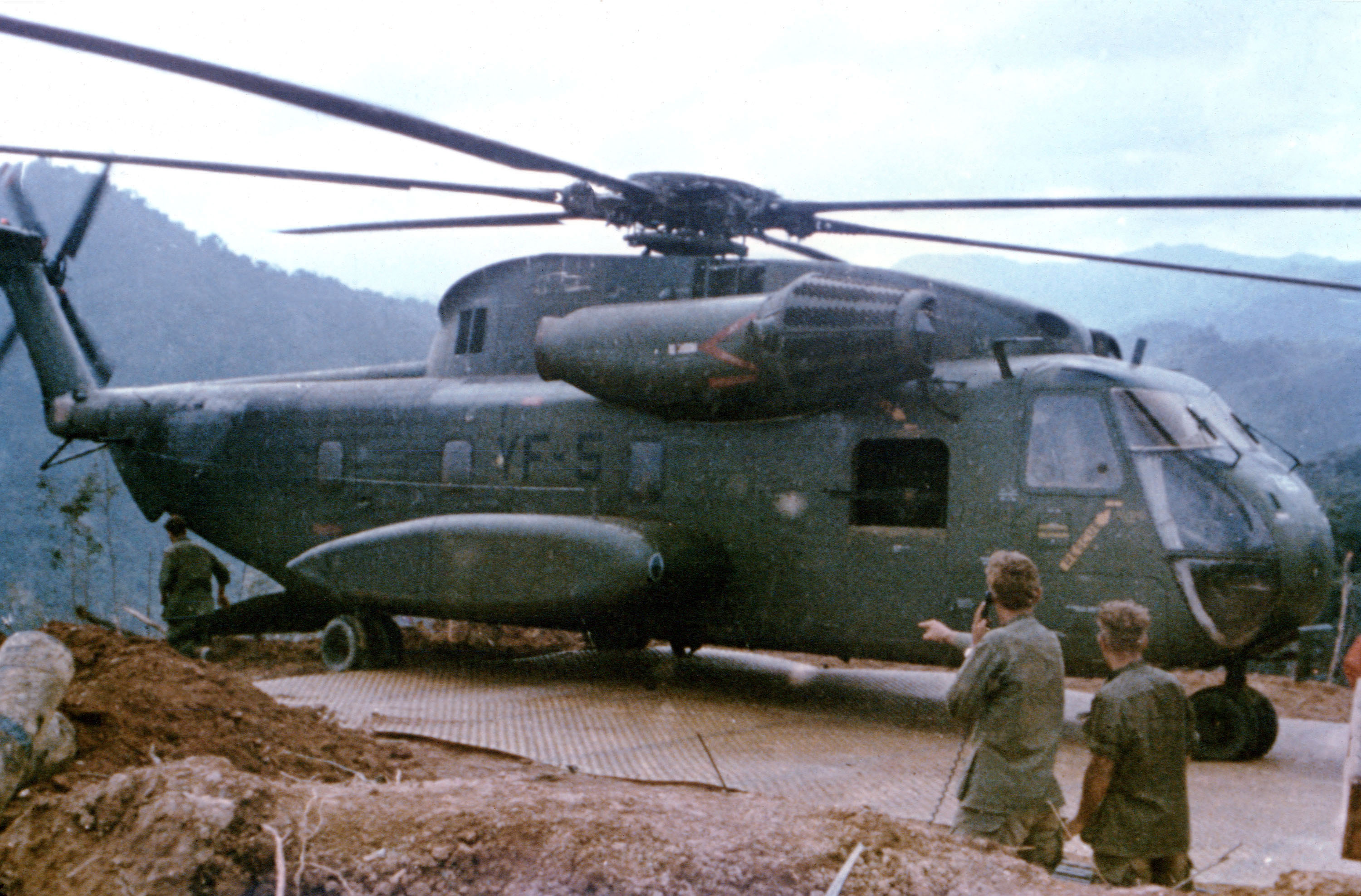
Sea Stallion du HMH-462 au Vietnam en 1969

Le 1er novembre 1957, le 462ème Escadron a été réactivé au Marine Corps Air Facility Santa Ana (en), en Californie, en tant que Marine Helicopter Transport Squadron (Medium)-462 (HMR(M)-462). En mars 1958, l'escadron reçut le Sikorsky CH-37 Mojave, connu sous le nom de "Deuce". En juillet 1958, l'escadron a participé aux tests de récupération pour la NASA de la capsule spatiale Mercury dans la mer de Salton. En juillet 1959, l'escadron a travaillé avec l'United States Army à El Paso, au Texas, pour effectuer les premiers tests de transport aérien du système de missile Hawk. Un an plus tard, l'escadron a travaillé avec Convair Astronautics Corporation à San Diego pour aider à construire des silos du missile Atlas. Puis il s'est joint à la Federal Aviation Administration, à Sikorsky Aircraft Corporation, à l'US Army, à New York Airways et aux représentants techniques britanniques de Decca Corporation pour établir des procédures de vol aux instruments pour les hélicoptères. En juin 1965, l'escadron a de nouveau été mis hors service et placé en attente que le Corps des Marines reçoive le CH-53A Sea Stallion.

### Guerre du Vietnam
En 1968, le HMH-462 est affecté à la Guerre du Vietnam à la Phu Bai Combat Base (en) au Marine Aircraft Group 36. Il participe à de nombreuses missions comme :
- 1968 - Operation Meade River (en)
- 1969 - Operation Taylor Common (en), Modèle:Mien, Operation Purple Martin (en), Operation Maine Crag (en), Operation Apache Snow (en), Operation Utah Mesa (en), Operation Virginia Ridge (en), Operation Idaho Canyon (en), Operation Pipestone Canyon (en), Operation Keystone Cardinal (en)....

Puis il est basé au Japon à Okinawa jusqu'en 1975 :

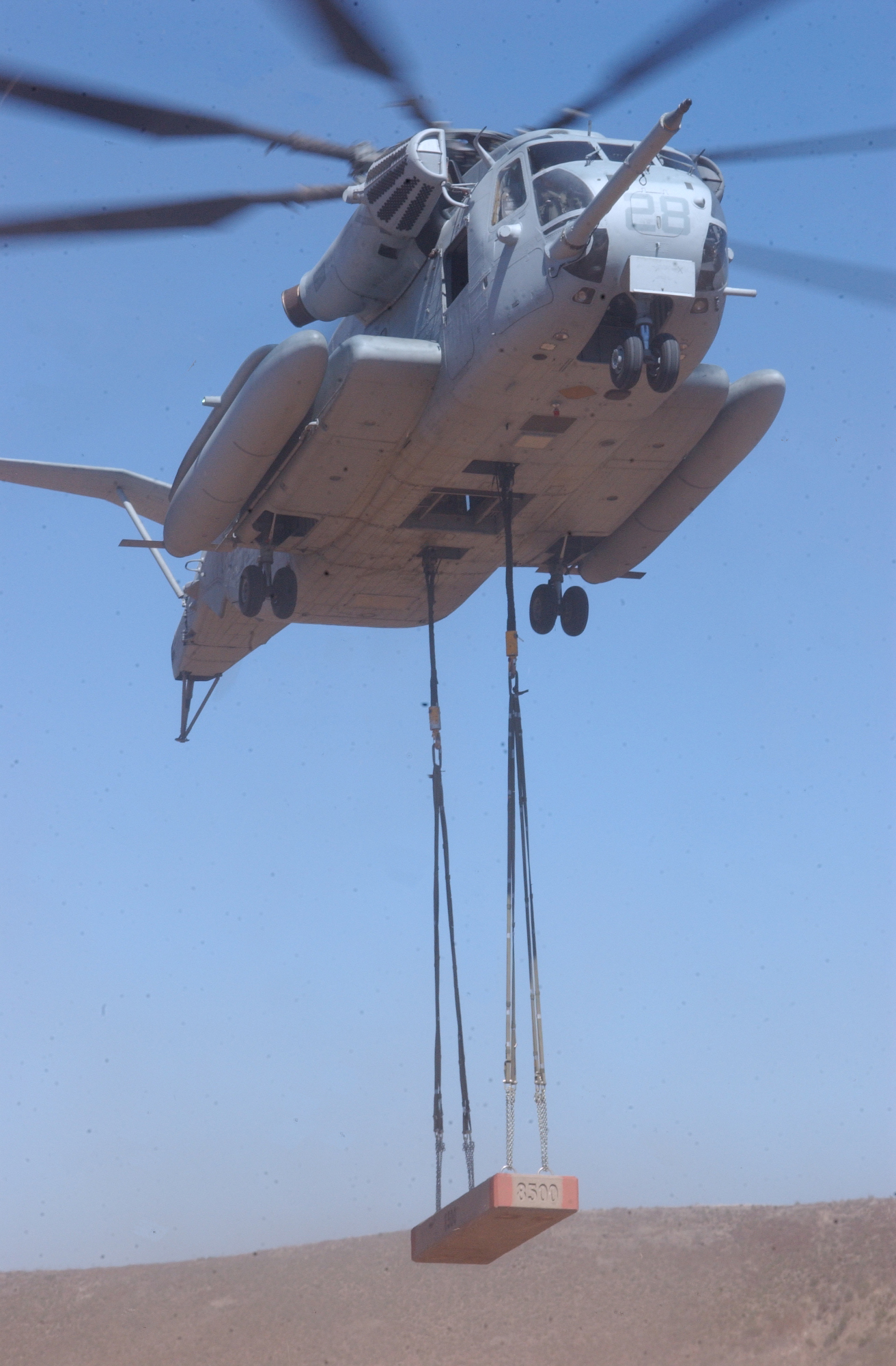
Super Stalion du HMH-462 en 2003

- 1975 - Opération Eagle Pull
- 1975 - Opération Frequent Wind

### Années 1990
- 1991 : Le HMH-462 est déployé à Tanajib, en Arabie saoudite et participe à l'Opération Tempête du désert.
- 1992 : Il est équipé du CH-53E Super Stallion.

### Années 2000-2010
Guerre d'Irak :
- 2003 - Opération Iraqi Freedom
- 2003 - Invasion de l'Irak par les États-Unis en 2003

Guerre d'Afghanistan :
- 2004-05 - Opération Enduring Freedom